# Bvndit
Bvndit (en hangul, 밴디트), pronunciado como Bandit, estilizado como BVNDIT, fue un grupo femenino surcoreano formado por MNH Entertainment. Estaba integrado por cinco miembros: Yiyeon, Songhee, Jungwoo, Simyeong y Seungeun. Debutaron oficialmente el 10 de abril de 2019 con el álbum sencillo Bvndit, Be Ambitious!. Su nombre es un acrónimo de la frase "Be Ambitious N Do It".

## Historia

### 2019: Debut conBvndit, Be Ambitious!yBe!
Bvndit se convirtió en el primer grupo femenino formado por la agencia surcoreana MNH Entertainment. El grupo hizo su debut el 10 de abril de 2019 con el sencillo «Hocus Pocus», que es la pista principal de su álbum sencillo digital debut, titulado Bvndit, Be Ambitious!. El álbum consta de tres canciones, siendo «Be Ambitious!», su pista introductoria, además de la canción «My Error». Hicieron su presentación oficial de debut el 11 de abril de 2019, en el programa musical M! Countdown de Mnet.
El 15 de mayo del mismo año, Bvndit lanzó su segundo sencillo digital titulado «Dramatic».
Bvndit lanzó su primer miniálbum titulado Be! el 5 de noviembre de 2019, con el tema principal «Dumb». Este lanzamiento ratificó su buen debut, siendo nominadas tanto en los Genie Music Awards como en los Mnet Asian Music Awards, dos de los premios más importantes de la música de Corea del Sur, como Mejor Artista Nuevo.

### 2020: «Cool» y su segundo EP,Carnival
El 6 de febrero de 2020, el grupo lanzó un nuevo sencillo digital titulado «Cool», como parte de la primera parte del nuevo proyecto musical de MNH Entertainment, New.wav. El 13 de mayo, el grupo lanzó su segundo EP titulado Carnival, compuesta por cinco canciones, siendo «Jungle» su sencillo principal.

### 2022: Hiato, Girls Planet 999, «Venom» y su tercer EPRe-Original
Tras las promociones de su segundo EP Carnival en 2020, las miembros del grupo dejaron de actualizar en las redes sociales oficiales del grupo, lo cual preocupo a los fanes. A finales del 2020, Yiyeon publicó en el fancafe oficial del grupo que estaban en hiato, el cual duro más de 2 años. En este periodo de tiempo, las miembros no hicieron ningún tipo de actividad grupal ni actualizaron en el estado del grupo. 
A finales del 2021, MNH Entertainment anunció que Seungeun participaria en Girls Planet 999, el nuevo reality show the Mnet. Acabó siendo eliminada en la primera ronda.
En el tercer aniversario del grupo las miembros hicieron un live en Vlive, en el cual anunciaron que tendrían un comeback en mayo. Días más tarde, la empresa lanzó los horarios de su tercer EP, Re-Original, el cual se lanzó el 25 de mayo.

## Miembros
| Integrantes      | Integrantes      | Integrantes          | Integrantes                       | Integrantes             | Integrantes                                              | Integrantes |
| Nombre artístico | Nombre artístico | Nombre de nacimiento | Fecha de nacimiento               | Lugar de nacimiento     | Posición                                                 |             |
| Romanización     | Hangul           | Nombre de nacimiento | Fecha de nacimiento               | Lugar de nacimiento     | Posición                                                 |             |
| ---------------- | ---------------- | -------------------- | --------------------------------- | ----------------------- | -------------------------------------------------------- | ----------- |
| Yiyeon           | 이연             | Jung Yi-yeon         | 28 de mayo de 1995 (29 años)      | Donghae, Corea del Sur  | Líder, vocalista principal, rapera principal y bailarina |             |
| Songhee          | 송희             | Yoon Song-hee        | 8 de noviembre de 1998 (26 años)  | Seongnam, Corea del Sur | Vocalista principal y bailarina                          |             |
| Jungwoo          | 정우             | Uhm Jung-woo         | 2 de abril de 1999 (25 años)      | Seongnam, Corea del Sur | Vocalista principal y bailarina                          |             |
| Simyeong         | 시명             | Lee Si-myeong        | 27 de mayo de 1999 (25 años)      | Hanam, Corea del Sur    | Vocalista y bailarina principal                          |             |
| Seungeun         | 승은             | Shim Seung-eun       | 27 de diciembre de 2000 (24 años) | Gwangju, Corea del Sur  | Vocalista y bailarina principal                          |             |

## Discografía

### EPs
- 2019: Be!
- 2020: Carnival
- 2022: Re-Original

### Álbumes sencillos
- 2019: Bvndit, Be Ambitious!

### Sencillos
| Año                                                                                          | Título        | Pos. en listas | Álbum                 |
| Año                                                                                          | Título        | COR            | Álbum                 |
| -------------------------------------------------------------------------------------------- | ------------- | -------------- | --------------------- |
| 2019                                                                                         | «Hocus Pocus» | -              | Bvndit, Be Ambitious! |
| 2019                                                                                         | «Dramatic»    | -              | Be!                   |
| 2019                                                                                         | «Dumb»        | -              | Be!                   |
| 2020                                                                                         | «Cool»        | -              | New.wav               |
| 2020                                                                                         | «Children»    | -              | Carnival              |
| 2020                                                                                         | «Jungle»      | -              | Carnival              |
| 2022                                                                                         | «Venom»       | -              | Re-Original           |
| "—" indica que el lanzamiento no se posicionó en la lista o no se publicó en ese territorio. |               |                |                       |

## Videografía
| Año  | Título        | Director(es)                         | Ref.   |
| ---- | ------------- | ------------------------------------ | ------ |
| 2019 | «Hocus Pocus» | VISHOP (Vikings League)              | [ 16 ] |
| 2019 | «Dramatic»    |                                      | [ 17 ] |
| 2019 | «Dumb»        | Rima Yoon, Dongju Jang (Rigend Film) | [ 18 ] |
| 2020 | «Cool»        | Keekanz                              | [ 19 ] |
| 2020 | «Children»    | Keekanz                              | [ 20 ] |
| 2020 | «Jungle»      | VISHOP (Vikings League)              | [ 21 ] |

## Premios y nominaciones
| Año  | Premio                  | Categoría                            | Receptor | Resultado | Ref.   |
| ---- | ----------------------- | ------------------------------------ | -------- | --------- | ------ |
| 2019 | Genie Music Awards      | Artista Top                          | Bvndit   | Nominado  | [ 9 ]  |
| 2019 | Genie Music Awards      | Mejor Artista Nuevo Femenino         | Bvndit   | Nominado  | [ 9 ]  |
| 2019 | Genie Music Awards      | Premio a la Popularidad Genie Music  | Bvndit   | Nominado  | [ 9 ]  |
| 2019 | Genie Music Awards      | Premio a la Popularidad Global       | Bvndit   | Nominado  | [ 9 ]  |
| 2019 | Mnet Asian Music Awards | Artista del año                      | Bvndit   | Nominado  | [ 10 ] |
| 2019 | Mnet Asian Music Awards | Mejor Artista Nuevo Femenino         | Bvndit   | Nominado  | [ 10 ] |
| 2019 | Mnet Asian Music Awards | Worldwide Fans' Choice Top 10        | Bvndit   | Nominado  | [ 10 ] |
| 2019 | Mnet Asian Music Awards | Artista Femenina Favorita Qoo10 2019 | Bvndit   | Nominado  | [ 10 ] |